# Setsuko Sasaki
Setsuko Sasaki, född 16 oktober 1944, är en japansk före detta volleybollspelare.
Sasaki blev olympisk guldmedaljör i volleyboll vid sommarspelen 1964 i Tokyo.